# جنگل‌های ایالتی لهستان
جنگل‌های ایالتی لهستان (به لاتین: State Forests) یک سازمان دولتی و کسب‌وکار در لهستان است که در ورشو واقع شده‌است.